# Filmografia de Fred Astaire
Fred Astaire (1899—1987) foi um dançarino, cantor, ator, coreógrafo estadunidense que fez muito sucesso nos palcos, no cinema e na televisão. Sua carreira durou um total de 76 anos, atuando em mais de 10 musicais da Broadway e West End, 31 filmes musicais, quatro especiais televisivos, e lançando inúmeras canções ao longo do caminho. É considerado o dançarino mais influente da história do cinema.

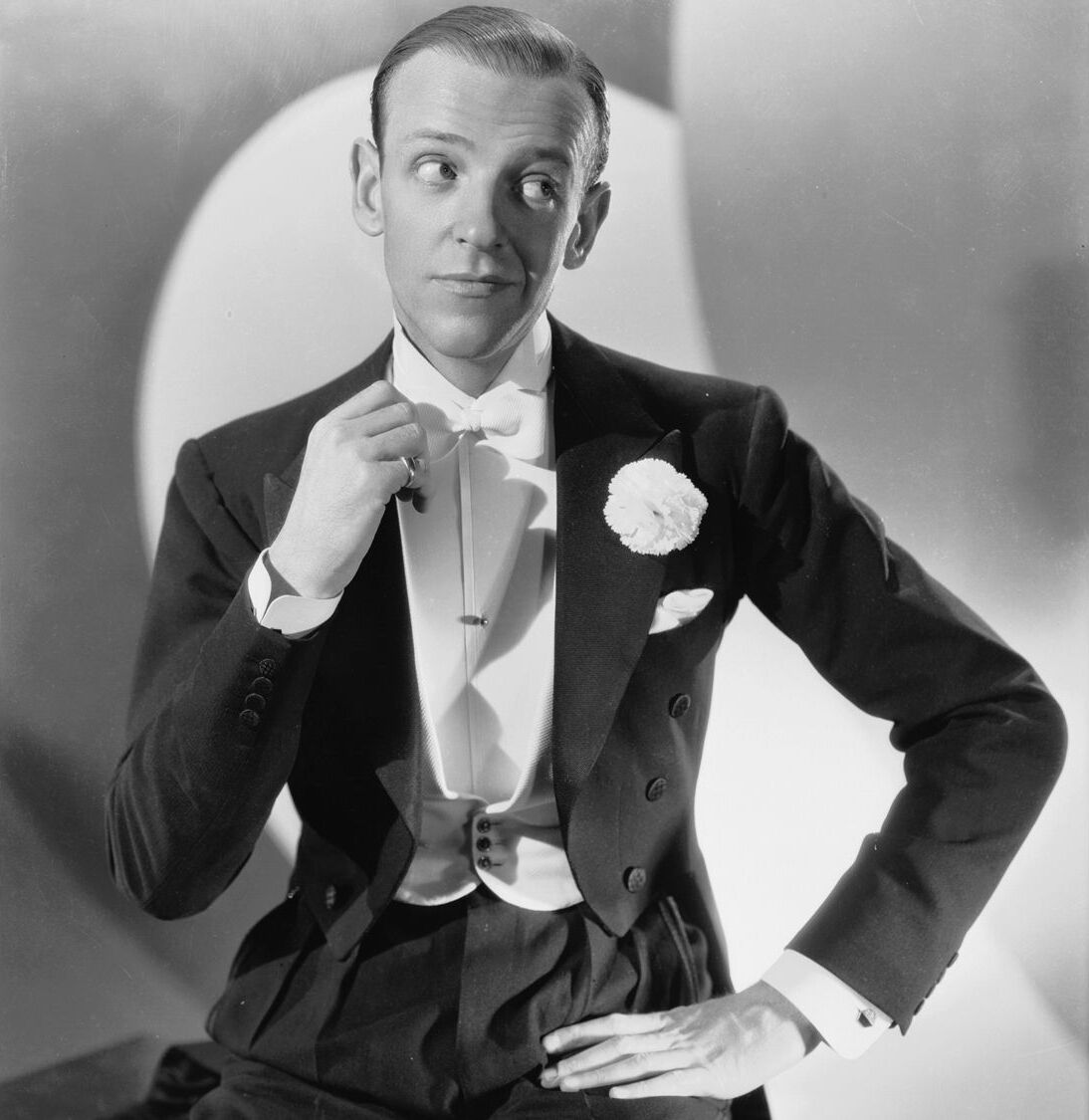
Astaire em "Ao Compasso do Amor" (1941).

Fred Astaire nasceu Frederick Austerlitz em 10 de maio de 1899 em Omaha, Nebraska, nos Estados Unidos.
Em 1933, a RKO Pictures emprestou Astaire para a MGM, em 1933, para a sua estreia em Hollywood, no filme musical de sucesso "Amor de Dançarina". Em seu retorno à RKO, ele foi o quinto nome nos créditos, logo atrás do quarto nome, Ginger Rogers, no  filme de 1933 estrelado por Dolores del Río, "Voando Para o Rio". Apesar de seu sucesso, Astaire não estava disposto a ter sua carreira vinculada exclusivamente a uma parceria, então negociou com a RKO para estrelar sozinho em "Cativa e Cativante", (1937), mas não obteve sucesso. Ele voltou a fazer filmes com Rogers em "Dance Comigo" (1938) e "A História de Vernon e Irene Castle" (1939), e faturaram rendimentos brutos respeitáveis. 
Ele atuou também ao lado de Bing Crosby em "Duas Semanas de Prazer" (1942), e depois em "Romance Inacabado" (1946), obtendo enorme sucesso financeiro em ambos.
Astaire fez dois filmes com Rita Hayworth. O primeiro filme foi "Ao Compasso do Amor" (1941), e o segundo "Bonita Como Nunca" (1942), ambos igualmente bem-sucedidos. Em seguida, contrascenou ao lado de Joan Leslie, na época com dezessete anos, no drama de guerra, "Tudo Por Ti" (1943). Astaire coreografou esse filme sozinho e obteve um sucesso modesto nas bilheterias. Isso representou uma mudança notável para Astaire de sua habitual persona no cinema, charmoso, feliz e sortudo, e confundiu os críticos contemporâneos.
Astaire recebeu uma estrela na Calçada da Fama de Hollywood em 8 de fevereiro de 1960.
Os títulos em português referem-se a exibições no Brasil.

## Palcos

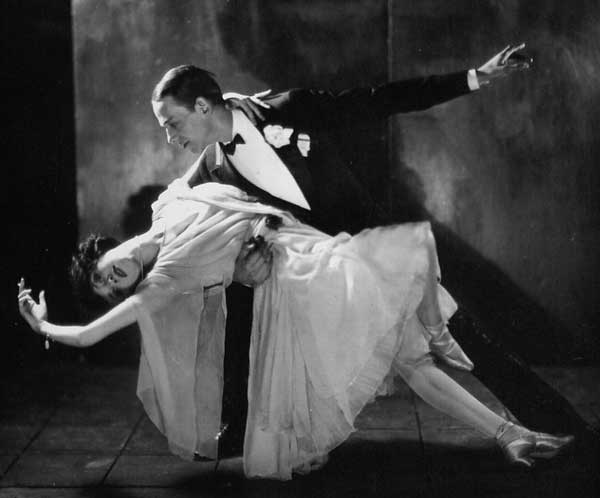
Fred e Adele Astaire em 1921.

Nota: Produções britânicas estão marcadas com . 
| Título                                                              | Data       | Papel          | Notas          |
| ------------------------------------------------------------------- | ---------- | -------------- | -------------- |
| Juvenile Artists Presenting an Electric Musical Toe-Dancing Novelty | 1905       | Ele mesmo      |                |
| Orpheum Circuit                                                     | 1906       | Ele mesmo      | 2 performances |
| Rainy Saturday                                                      | 1911       | Ele mesmo      |                |
| Aurelia and Minnie Coccia Tour (vaudeville)                         | 1913       | Ele mesmo      | Turnê          |
| Interstate Circuit                                                  | c. 1914    | Ele mesmo      | Turnê em Texas |
| Orpheum Circuit                                                     | c. 1915    | Ele mesmo      | Turnê          |
| Over the Top                                                        | 28/11/1917 | Ele mesmo      |                |
| The Passing Show of 1918                                            | 25/07/1918 | Ele mesmo      |                |
| Apple Blossoms                                                      | 09/10/1919 | Johnnie        |                |
| The Love Letter                                                     | 04/10/1921 | Richard Kolner |                |
| For Goodness Sake                                                   | 20/02/1922 | Teddy Lawrence |                |
| The Bunch and Judy                                                  | 28/11/1922 | Gerald Lane    |                |
| Stop Flirting (For Goodness Sake)                                   | 30/05/1923 | Teddy Lawrence |                |
| Lady, Be Good                                                       | 01/12/1924 | Dick Trevor    |                |
| Lady, Be Good                                                       | 14/04/1926 | Dick Trevor    |                |
| Funny Face                                                          | 22/11/1927 | Jimmie Reeves  |                |
| Funny Face                                                          | 08/11/1928 | Jimmie Reeves  |                |
| Smiles                                                              | 18/11/1930 | Bob Hastings   |                |
| The Band Wagon                                                      | 03/06/1931 | Ele mesmo      |                |
| Gay Divorce                                                         | 29/11/1932 | Guy Holden     |                |
| Gay Divorce                                                         | 02/11/1933 | Guy Holden     |                |

## Cinema

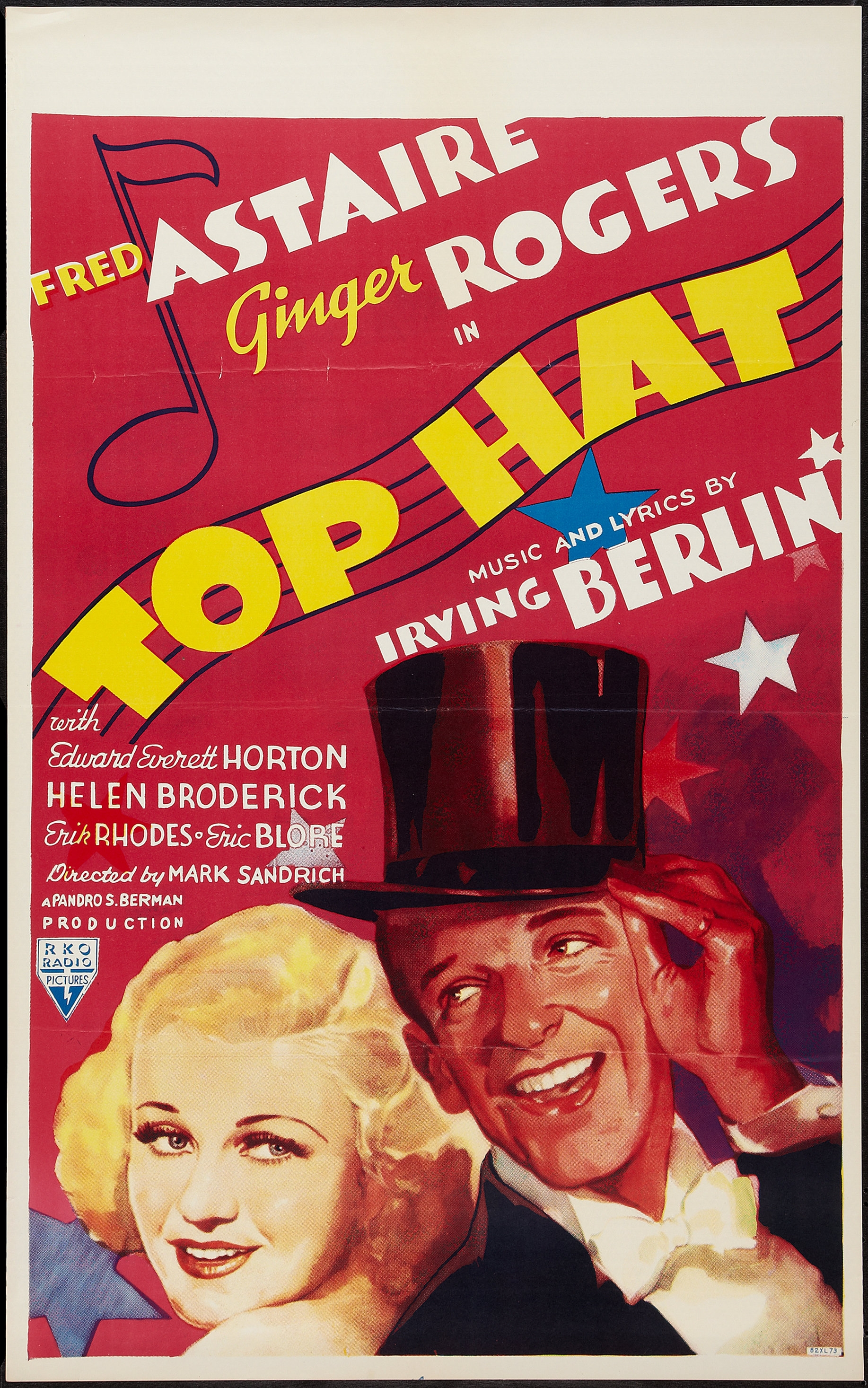
Pôster promocional de "O Picolino" (1935).

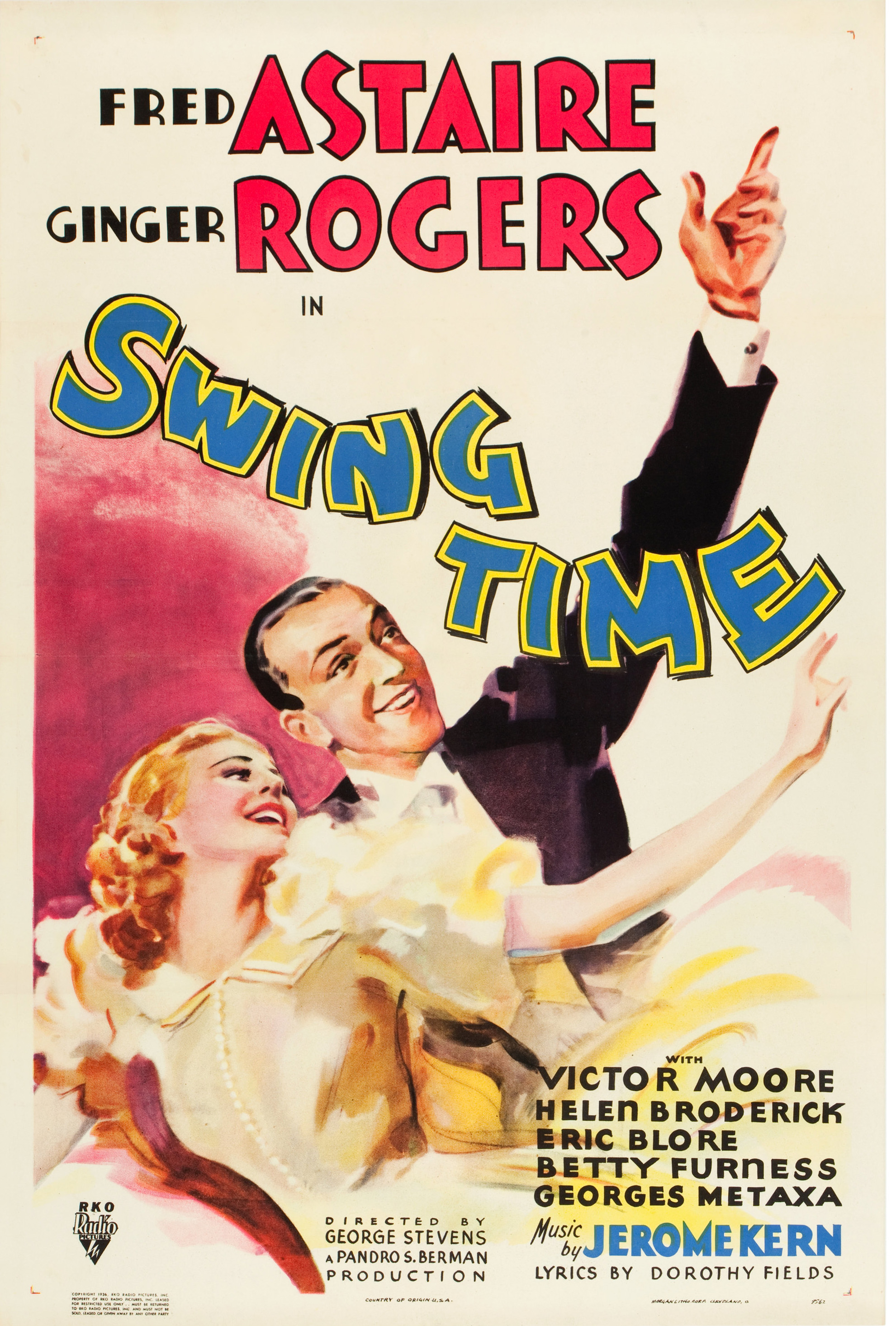
Pôster de "Ritmo Louco" (1936).

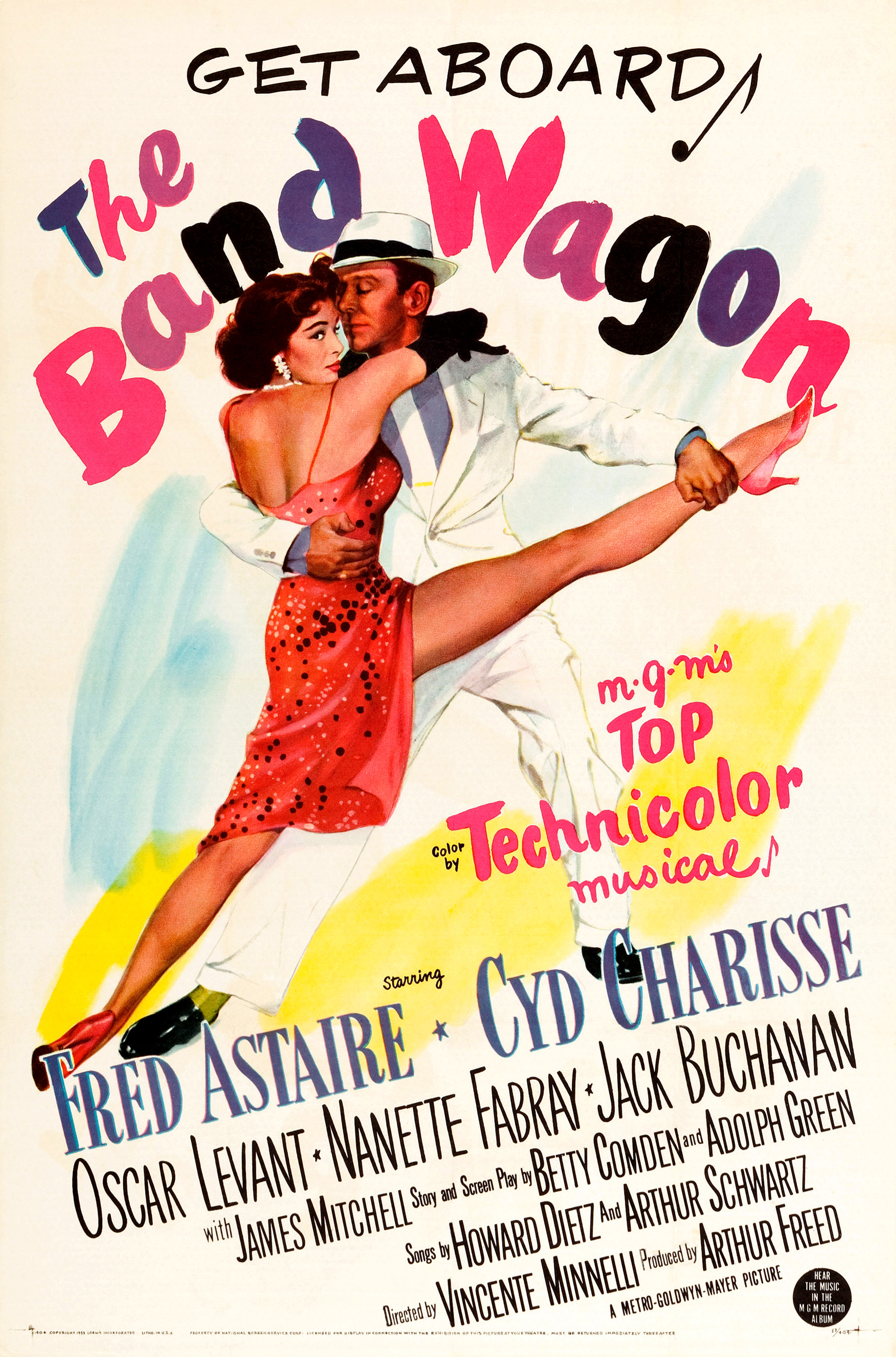
Pôster de "A Roda da Fortuna" (1953).

| Ano  | Título                                | Papel                          | Companhias de produção        | Notas             |
| ---- | ------------------------------------- | ------------------------------ | ----------------------------- | ----------------- |
| 1933 | Amor de Dançarina                     | Ele mesmo                      | Metro-Goldwyn-Mayer (MGM)     | Elenco secundário |
| 1933 | Voando Para o Rio                     | Fred Ayres                     | RKO Pictures                  | Elenco principal  |
| 1934 | A Alegre Divorciada                   | Guy Holden                     | RKO Pictures                  | Elenco principal  |
| 1935 | Roberta                               | Huckleberry Haines             | RKO Pictures                  | Elenco principal  |
| 1935 | O Picolino                            | Jerry Travers                  | RKO Pictures                  | Elenco principal  |
| 1936 | Nas Águas da Esquadra                 | Bake Baker                     | RKO Pictures                  | Elenco principal  |
| 1936 | Ritmo Louco                           | John "Lucky" Garnett           | RKO Pictures                  | Elenco principal  |
| 1937 | Vamos Dançar?                         | Peter P. Peters                | RKO Pictures                  | Elenco principal  |
| 1937 | Cativa e Cativante                    | Jerry Halliday                 | RKO Pictures                  | Elenco principal  |
| 1938 | Dance Comigo                          | Tony Flagg                     | RKO Pictures                  | Elenco principal  |
| 1939 | A História de Vernon e Irene Castle   | Vernon Castle                  | RKO Pictures                  | Elenco principal  |
| 1940 | Melodia da Broadway                   | Johnny Brett                   | Metro-Goldwyn-Mayer (MGM)     | Elenco principal  |
| 1940 | Amor da Minha Vida                    | Danny O'Neill                  | Paramount Pictures            | Elenco principal  |
| 1941 | Ao Compasso do Amor                   | Robert Curtis                  | Columbia Pictures             | Elenco principal  |
| 1942 | Duas Semanas de Prazer                | Ted Hanover                    | Paramount Pictures            | Elenco principal  |
| 1942 | Bonita Como Nunca                     | Robert "Bob" Davis             | Columbia Pictures             | Elenco principal  |
| 1943 | Tudo Por Ti                           | Fred Atwell                    | RKO Pictures                  | Elenco principal  |
| 1945 | Ziegfeld Follies                      | Ele mesmo / Raffles / Tai Long | Metro-Goldwyn-Mayer (MGM)     | Elenco principal  |
| 1945 | Yolanda and the Thief                 | Johnny Parkson Riggs           | Metro-Goldwyn-Mayer (MGM)     | Elenco principal  |
| 1946 | Romance Inacabado                     | Jed Potter                     | Paramount Pictures            | Elenco principal  |
| 1948 | Desfile de Páscoa                     | Don Hewes                      | Metro-Goldwyn-Mayer (MGM)     | Elenco principal  |
| 1949 | Ciúme, Sinal de Amor                  | Josh Barkley                   | Metro-Goldwyn-Mayer (MGM)     | Elenco principal  |
| 1949 | Some of the Best                      | Ele mesmo                      | Metro-Goldwyn-Mayer (MGM)     |                   |
| 1950 | Três Palavrinhas                      | Bert Kalmar                    | Metro-Goldwyn-Mayer (MGM)     | Elenco principal  |
| 1950 | Nasci Para Bailar                     | Donald Elwood                  | Paramount Pictures            | Elenco principal  |
| 1951 | Núpcias Reais                         | Tom Bowen                      | Metro-Goldwyn-Mayer (MGM)     | Elenco principal  |
| 1952 | The Belle of New York                 | Charles Hill                   | Metro-Goldwyn-Mayer (MGM)     | Elenco principal  |
| 1953 | A Roda da Fortuna                     | Tony Hunter                    | Metro-Goldwyn-Mayer (MGM)     | Elenco principal  |
| 1955 | Papai Pernilongo                      | Jervis Pendleton III           | 20th Century Fox              | Elenco principal  |
| 1957 | Cinderela em Paris                    | Dick Avery                     | Paramount Pictures            | Elenco principal  |
| 1957 | Meias de Seda                         | Steve Canfield                 | Metro-Goldwyn-Mayer (MGM)     | Elenco principal  |
| 1959 | A Hora Final                          | Julian Osborne                 | United Artists                | Elenco principal  |
| 1961 | Papai Playboy                         | Biddeford "Pogo" Poole         | Paramount Pictures            | Elenco principal  |
| 1962 | Aconteceu Num Apartamento             | Franklyn Ambruster             | Columbia Pictures             | Elenco principal  |
| 1968 | O Caminho do Arco-íris                | Finian McLonergan              | Warner Bros.                  | Elenco principal  |
| 1969 | Midas Run                             | John Pedley                    | Cinerama Releasing            | Elenco principal  |
| 1974 | Era Uma Vez em Hollywood              | Ele mesmo                      | Metro-Goldwyn-Mayer (MGM)     | Co-apresentador   |
| 1974 | Inferno na Torre                      | Harlee Claiborne               | Warner Bros. 20th Century-Fox | Elenco secundário |
| 1975 | The Lion Roars Again                  | Ele mesmo                      | Metro-Goldwyn-Mayer (MGM)     |                   |
| 1976 | That's Entertainment, Part II         | Ele mesmo                      | Metro-Goldwyn-Mayer (MGM)     | Co-apresentador   |
| 1976 | Os Incríveis Dobermans                | Daniel Hughes                  | Golden Films                  | Elenco principal  |
| 1977 | The Purple Taxi                       | Dr. Seamus Scully              | ParaFrance                    | Elenco principal  |
| 1981 | Ghost Story                           | Ricky Hawthorne                | Universal Pictures            | Elenco principal  |
| 1984 | George Stevens: A Filmmaker's Journey | Ele mesmo                      | Castle Hill Productions       |                   |

## Televisão
| Ano     | Título                                                                | Papel | Notas |
| ------- | --------------------------------------------------------------------- | --- | --- |
| 1954    | The Ed Sullivan Show                                                  | Ele mesmo | Convidado especial |
| 1955    | The Ed Sullivan Show                                                  | Ele mesmo | Convidado especial com Sammy Davis Jr. |
| 1955    | What's My Line?                                                       | Ele mesmo | Convidado misterioso |
| 1957    | The Ed Sullivan Show                                                  | Ele mesmo | 2 episódios |
| 1957    | Person to Person                                                      | Ele mesmo | Convidado especial |
| 1957    | Home                                                                  | Ele mesmo | Convidado especial |
| 1957    | General Electric Theater                                              | Paul Ashcroft | Episódio: "Imp on a Cobweb Leash" |
| 1958    | 30ª Edição do Oscar                                                   | Ele mesmo | Co-apresentador: "Melhor Filme Estrangeiro" |
| 1958    | What's My Line?                                                       | Ele mesmo | Convidado misterioso |
| 1958    | An Evening with Fred Astaire                                          | Ele mesmo | Apresentador |
| 1959    | The Ed Sullivan Show                                                  | Ele mesmo | Convidado |
| 1959    | General Electric Theater                                              | J. Willingham Bardley | Episódio: "Man on a Bicycle" |
| 1959    | Another Evening with Fred Astaire                                     | Ele mesmo | Apresentador |
| 1959    | The Steve Allen Show                                                  | Ele mesmo | Convidado: "10th Annual Magazine Awards" |
| 1960    | The Steve Allen Show                                                  | Ele mesmo | Convidado |
| 1960    | Astaire Time                                                          | Ele mesmo | |
| 1962    | 34ª Edição do Oscar                                                   | Ele mesmo | Apresentador: "Melhor Filme" |
| 1962    | Here's Hollywood                                                      | Ele mesmo | |
| 1962    | Alcoa Premiere                                                        | Andrew E. Whitbeck / Alex Berringer / Ivor St. George / Mr. Lúcifer                                                                                                | - Episódio: "Moment of Decision" - Episódio: "Mr. Easy" - Episódio: "Guest in the House" - Episódio: "Mr. Lucifer" - Episódio: "Blues for a Hanging"                                                    |
| 1964    | Bob Hope Presents the Chrysler Theatre                                | Fred Addams | Episódio: "Think Pretty" |
| 1965    | 37ª Edição do Oscar                                                   | Ele mesmo | Apresentador: "Melhor Canção Original" |
| 1965    | The Hollywood Palace                                                  | Ele mesmo | Apresentador |
| 1965    | Dr. Kildare                                                           | Joe Quinlen | - Episódio: "Going Home" - Episódio: "The Tent Dwellers" - Episódio: "A Gift of Love" - Episódio: "Fathers and Daughters"                                                                               |
| 1966    | The Hollywood Palace                                                  | Ele mesmo | 3 edições; apresentador |
| 1968    | The Fred Astaire Show                                                 | Ele mesmo | Apresentador |
| 1969–70 | It Takes a Thief                                                      | Alistair Mundy | - Episódio: "The Great Casino Caper" - Episódio: "The Three Virgins in Rome" - Episódio: "The Second Time Around" - Episódio: "An Evening With Alistair Mundy" - Episódio: "Beyond a Treasonable Doubt" |
| 1970    | 42ª Edição do Oscar                                                   | Ele mesmo | Apresentador: "Melhor Atriz Coadjuvante", "Melhor Documentário de Longa Metragem" |
| 1970    | The Dick Cavett Show                                                  | Ele mesmo | Convidado |
| 1970    | The Over-the-Hill Gang Rides Again                                    | A criança de Baltimore | 1 episódio |
| 1970    | Santa Claus is Comin' to Town                                         | S.D. Kluger | Narrador |
| 1972    | 'S Wonderful, 'S Marvelous, 'S Gershwin                               | Ele mesmo | |
| 1972    | Make Mine Red, White and Blue                                         | Ele mesmo | Apresentador |
| 1972    | Imagine                                                               | Ele mesmo | Participação especial |
| 1973    | Magnavox Presents Frank Sinatra                                       | Ele mesmo | Membro da audiência |
| 1974    | Fred Astaire Salutes the Fox Musicals                                 | Ele mesmo | Apresentador |
| 1975    | The Merv Griffin Show                                                 | Ele mesmo | Convidado |
| 1975    | At Long Last Cole                                                     | Ele mesmo | |
| 1975    | 29ª Edição dos Prêmios Tony                                           | Ele mesmo | Apresentador: "Melhor Atriz Coadjuvante em Musical" |
| 1975    | The Tonight Show Starring Johnny Carson                               | Ele mesmo | Convidado |
| 1975    | Merry Christmas, Fred, from the Crosby's                              | Ele mesmo | |
| 1976    | Parkinson                                                             | Ele mesmo | Convidado |
| 1976    | The Mike Douglas Show                                                 | Ele mesmo | Convidado especial |
| 1976    | The Tonight Show Starring Johnny Carson                               | Ele mesmo | Convidado |
| 1976    | Dinah!                                                                | Ele mesmo | Convidado especial |
| 1977    | The Easter Bunny Is Comin' to Town                                    | S.D. Kluger | Narrador |
| 1978    | 50ª Edição do Oscar                                                   | Ele mesmo | Apresentador: "Melhor Canção Original" |
| 1978    | The Tonight Show Starring Johnny Carson                               | Ele mesmo | Convidado especial |
| 1978    | A Family Upside Down                                                  | Ted Long | Elenco principal |
| 1978    | Bing Crosby: His Life and Legend                                      | Ele mesmo | |
| 1978    | 1ª Edição dos Prêmios Kennedy                                         | Ele mesmo | Homenageado |
| 1979    | 36ª Edição dos Prêmios Globo de Ouro                                  | Ele mesmo | Apresentador: "Prêmio Henrietta" |
| 1979    | Galactica: Astronave de Combate                                       | Camaleão / Capitão Dimitri | Episódio: "The Man With Nine Lives" |
| 1979    | The Tonight Show Starring Johnny Carson                               | Ele mesmo | Convidado especial |
| 1979    | The Man in the Santa Claus Suit                                       | Proprietário da Loja de Fantasias / Motorista / Vendedor de Cachorro-Quente / Policial / Motorista de Táxi / Joalheiro / Andarilho / Diretor do Coral / Papai Noel | Elenco principal |
| 1980    | Bob Hope's Overseas Christmas Tours: Around the World with the Troops | Ele mesmo | |
| 1980    | Fred Astaire: Puttin' on His Top Hat                                  | Ele mesmo | Apresentador |
| 1980    | Fred Astaire: Change Partners and Dance                               | Ele mesmo | Apresentador |
| 1981    | The American Film Institute Salute to Fred Astaire                    | Ele mesmo | Homenageado |
| 1984    | The American Film Institute Salute to Lillian Gish                    | Ele mesmo | |
| 1985    | The American Film Institute Salute to Gene Kelly                      | Ele mesmo | |
| 1985    | All-Star Party for 'Dutch' Reagan                                     | Ele mesmo | |
| 1987    | The RKO Story: Tales from Hollywood                                   | Ele mesmo | Episódio: "Let's Face the Music and Dance" |
| 1987    | American Masters                                                      | Homem em The Babbit and the Bromide | |
| 1987    | The Tonight Show Starring Johnny Carson                               | Ele mesmo (mídias arquivadas) | Especial de 25° Aniversário |

## Aparições na rádio
- "Your Hit Parade" (12/08/1935)
- "The Packard Hour" (15/09/1936)
- "The Screen Guild Theater: 'Miss Brown of Worcester'" (15/01/1939)
- "The Screen Guild Theater: 'Holiday Inn'" (11/01/1943)
- "The Eddie Cantor Show" (28/04/1943)
- "The Bob Hope Show" (17/02/1948)
- "The Screen Guild Theater: 'Easter Parade'" (22/03/1951)